# Korçë (præfektur)
Korçë er et af Albaniens tolv præfekturer. Administrationscenteret er byen Korçë. 1. januar 2017 havde præfekturet  197.303(2022) indbyggere.
Præfekturet består af kommunerne Devoll, Kolonjë, Korçë, Maliq, Pogradec og Pustec. Det dækker de tidligere distrikter Devoll, Kolonjë, Korçë og Pogradec.
Prespa Nationalpark ligger i præfekturet.